# Canton de Quettreville-sur-Sienne
Le canton de Quettreville-sur-Sienne est une circonscription électorale française du département de la Manche créée par le décret du 25 février 2014 et entrée en vigueur lors des premières élections départementales suivant la publication du décret.

## Histoire
Un nouveau découpage territorial de la Manche (département) entre en vigueur à l'occasion des élections départementales de 2015. Il est défini par le décret du 25 février 2014, en application des lois du 17 mai 2013 (loi organique 2013-402 et loi 2013-403). Les conseillers départementaux sont, à compter de ces élections, élus au scrutin majoritaire binominal mixte. Les électeurs de chaque canton élisent au Conseil départemental, nouvelle appellation du Conseil général, deux membres de sexe différent, qui se présentent en binôme de candidats. Les conseillers départementaux sont élus pour 6 ans au scrutin binominal majoritaire à deux tours, l'accès au second tour nécessitant 12,5 % des inscrits au 1er tour. En outre la totalité des conseillers départementaux est renouvelée. Ce nouveau mode de scrutin nécessite un redécoupage des cantons dont le nombre est divisé par deux avec arrondi à l'unité impaire supérieure si ce nombre n'est pas entier impair, assorti de conditions de seuils minimaux. Dans la Manche, le nombre de cantons passe ainsi de 52 à 27.
Le canton de Quettreville-sur-Sienne est formé de communes des anciens cantons de Montmartin-sur-Mer (9 communes), de Gavray (13 communes) et de Cerisy-la-Salle (11 communes). Il est entièrement inclus dans l'arrondissement de Coutances. Le bureau centralisateur est situé à Quettreville-sur-Sienne.

## Représentation
| Période élective | Période élective | Mandat | Mandat       | Identité             | Nuance | Nuance | Qualité                                                              |
| ---------------- | ---------------- | ------ | ------------ | -------------------- | ------ | ------ | -------------------------------------------------------------------- |
| 2015             | 2021             | 2015   | 2018 (décès) | Pierre de Castellane |        | DVD    | Entrepreneur en décoration d'intérieur Maire d'Annoville (2014-2018) |
| 2015             | 2021             | 2015   | 2021         | Maryse Hédouin       |        | DVD    | Agricultrice Conseillère municipale à Montpinchon                    |
| 2015             | 2021             | 2018   | 2021         | Jean-Claude Heurtaux |        | DVD    | Ancien principal de collège, Gavray                                  |
| 2021             | 2028             | 2021   | en cours     | Hervé Agnès          |        | DIV    | Auto-entrepreneur, maire du Mesnil-Villeman                          |
| 2021             | 2028             | 2021   | en cours     | Dany Ledoux          |        | DIV    | Psychologue, maire puis maire-déléguée d'Hyenville (depuis 2014)     |

### Résultats détaillés

#### Élections de mars 2015
À l'issue du 1er tour des élections départementales de 2015, deux binômes sont en ballottage : Jean-Yves Lepetit et Carmen Masson (FN, 29,86 %) et Pierre de Castellane et Maryse Hédouin (DVD, 28,24 %). Le taux de participation est de 51,7 % (7 087 votants sur 13 708 inscrits) contre 50,67 % au niveau départemental et 50,17 % au niveau national.
Au second tour, Pierre de Castellane et Maryse Hédouin (DVD) sont élus avec 66,51 % des suffrages exprimés et un taux de participation de 53,63 % (4 485 voix pour 7 348 votants et 13 702 inscrits).

#### Élections de juin 2021
Le premier tour des élections départementales de 2021 est marqué par un très faible taux de participation (33,26 % au niveau national). Dans le canton de Quettreville-sur-Sienne, ce taux de participation est de 38,08 % (5 232 votants sur 13 741 inscrits) contre 32,67 % au niveau départemental. À l'issue de ce premier tour, deux binômes sont en ballottage : Hervé Agnès et Dany Ledoux (Divers, 26,78 %) et Maryse Hedouin et Jean-Claude Heurtaux (DVC, 23,15 %).
Le second tour des élections est marqué une nouvelle fois par une abstention massive équivalente au premier tour. Les taux de participation sont de 34,36 % au niveau national, 32,63 % dans le département et 37,44 % dans le canton de Quettreville-sur-Sienne. Hervé Agnès et Dany Ledoux (Divers) sont élus avec 58,58 % des suffrages exprimés (2 717 voix pour 5 145 votants et 13 742 inscrits),,.

## Composition
Lors du redécoupage de 2014, le canton comprenait trente-trois communes.
À la suite de la création des communes nouvelles de Quettreville-sur-Sienne et Gavray-sur-Sienne, le canton de Quettreville-sur-Sienne comprend désormais vingt-cinq communes entières.
À la suite de la fusion, au 1er janvier 2023, d'Annoville et de Lingreville pour former la commune de Tourneville-sur-Mer, le nombre de communes descend à 24.
| Nom                                             | Code Insee | Intercommunalité           | Superficie (km2) | Population (dernière pop. légale) | Densité (hab./km2) | Modifier                                    |
| ----------------------------------------------- | ---------- | -------------------------- | ---------------- | --------------------------------- | ------------------ | ------------------------------------------- |
| Quettreville-sur-Sienne (bureau centralisateur) | 50419      | CC Coutances Mer et Bocage | 49,42            | 3 181 (2022)                      | 64                 | modifier les données · modifier les données |
| La Baleine                                      | 50028      | CC Coutances Mer et Bocage | 4,13             | 106 (2022)                        | 26                 | modifier les données · modifier les données |
| Belval                                          | 50044      | CC Coutances Mer et Bocage | 5,72             | 334 (2022)                        | 58                 | modifier les données · modifier les données |
| Cametours                                       | 50093      | CC Coutances Mer et Bocage | 7,22             | 435 (2022)                        | 60                 | modifier les données · modifier les données |
| Cerisy-la-Salle                                 | 50111      | CC Coutances Mer et Bocage | 16,86            | 1 026 (2022)                      | 61                 | modifier les données · modifier les données |
| Gavray-sur-Sienne                               | 50197      | CC Coutances Mer et Bocage | 38,02            | 2 028 (2022)                      | 53                 | modifier les données · modifier les données |
| Grimesnil                                       | 50221      | CC Coutances Mer et Bocage | 2,61             | 70 (2022)                         | 27                 | modifier les données · modifier les données |
| Hambye                                          | 50228      | CC Coutances Mer et Bocage | 29,57            | 1 077 (2022)                      | 36                 | modifier les données · modifier les données |
| Hauteville-sur-Mer                              | 50231      | CC Coutances Mer et Bocage | 3,31             | 707 (2022)                        | 214                | modifier les données · modifier les données |
| Lengronne                                       | 50266      | CC Coutances Mer et Bocage | 12,07            | 463 (2022)                        | 38                 | modifier les données · modifier les données |
| Le Mesnil-Garnier                               | 50311      | CC Coutances Mer et Bocage | 10,41            | 222 (2022)                        | 21                 | modifier les données · modifier les données |
| Le Mesnil-Villeman                              | 50326      | CC Coutances Mer et Bocage | 10,80            | 237 (2022)                        | 22                 | modifier les données · modifier les données |
| Montaigu-les-Bois                               | 50336      | CC Coutances Mer et Bocage | 6,67             | 208 (2022)                        | 31                 | modifier les données · modifier les données |
| Montmartin-sur-Mer                              | 50349      | CC Coutances Mer et Bocage | 9,81             | 1 413 (2022)                      | 144                | modifier les données · modifier les données |
| Montpinchon                                     | 50350      | CC Coutances Mer et Bocage | 16,94            | 543 (2022)                        | 32                 | modifier les données · modifier les données |
| Notre-Dame-de-Cenilly                           | 50378      | CC Coutances Mer et Bocage | 25,23            | 631 (2022)                        | 25                 | modifier les données · modifier les données |
| Ouville                                         | 50389      | CC Coutances Mer et Bocage | 11,20            | 447 (2022)                        | 40                 | modifier les données · modifier les données |
| Roncey                                          | 50437      | CC Coutances Mer et Bocage | 12,15            | 776 (2022)                        | 64                 | modifier les données · modifier les données |
| Saint-Denis-le-Gast                             | 50463      | CC Coutances Mer et Bocage | 16,73            | 527 (2022)                        | 32                 | modifier les données · modifier les données |
| Saint-Denis-le-Vêtu                             | 50464      | CC Coutances Mer et Bocage | 14,08            | 605 (2022)                        | 43                 | modifier les données · modifier les données |
| Saint-Martin-de-Cenilly                         | 50513      | CC Coutances Mer et Bocage | 6,76             | 206 (2022)                        | 30                 | modifier les données · modifier les données |
| Savigny                                         | 50569      | CC Coutances Mer et Bocage | 10,16            | 433 (2022)                        | 43                 | modifier les données · modifier les données |
| Tourneville-sur-Mer                             | 50272      | CC Coutances Mer et Bocage | 17,51            | 1 668 (2022)                      | 95                 | modifier les données · modifier les données |
| Ver                                             | 50626      | CC Coutances Mer et Bocage | 13,27            | 384 (2022)                        | 29                 | modifier les données · modifier les données |
| Canton de Quettreville-sur-Sienne               | 5020       |                            | 350,65           | 17 727 (2022)                     | 51                 | modifier les données                        |

## Démographie
En 2022, le canton comptait 17 727 habitants, en évolution de −0,1 % par rapport à 2016 (Manche : −0,31 %, France hors Mayotte : +2,11 %).
| 2013   | 2018   | 2022   |
| ------ | ------ | ------ |
| 17 705 | 17 586 | 17 727 |